# Орден Святого Лазаря
Військовий і Госпітальєрський Орден Святого Лазаря Єрусалимського (лат. Ordo Militaris et Hospitalis Sancti Lazari Hierosolymitani) — це є одночасно орден як нагорода і орден як організація; католицький релігійний духовно-лицарський орден (з 1187 р. до 1244 р. був християнським військовим орденом). Саме від назви даного Ордену етимологічно походить термін «лазарет».

## Історія
- 1098 року заснований цей орден хрестоносцями в Палестині на основі лікарні імені Святого Лазаря для лікування прокажених, заснованої в XI столітті поблизу міських стін Єрусалима, яка існувала під юрисдикцією Грецької патріархії. Засновником вважається Жерар Блаженний. Орден приймав у свої ряди лицарів, хворих на проказу. Символом ордену став зелений хрест на білому плащі чи чорній сутані.
- Орден наслідував «Статут святого Августина», але до 1255 р. він не був офіційно визнаний Святим Престолом, хоча мав певні привілеї й отримував фінансові пожертви.

Орден, Братство святого Лазаря на початку мало виключно благодійні функції, головними завданнями якого був догляд і турбота за хворими на проказу (лепру — звідси походить назва «лепрозорій»). Проте в ході Хрестових походів організація швидко мілітаризувалася. За угодою, укладеною між Орденом Святого Лазаря та іншими військово-чернечими Орденами, коли члени останніх, захворювали проказою, то переходили до складу «лазаритів» (не плутати з «лазаритами» заснованими в 1625 р.). «Живі мерці» (хворі на проказу в той час вважалися невиліковно хворими) йшли в бій без шоломів, і їх спотворені проказою обличчя вселяли жах на супротивників. Коли мусульмани в бою зустрічалися з колоною прокажених лицарів і сержантів Ордену Святого Лазаря, то воліли шукати порятунку у втечі.
- У жовтні 1187 р. після захоплення Салахадіном м. Єрусалима даний орден брав участь у бойових діях, зокрема під час Третього хрестового походу.
- 17 жовтня 1244 р. у «битві при Форб» (поблизу Гази) Орден втратив весь свій особовий склад, який брав участь у битві (як здорових, так і прокажених лицарів разом з магістром ордену).
- Протягом XII століття діяльність цього Ордену поширилася на всі країни, захоплені хрестоносцями, однак після втрати останньої фортеці в Палестині в 1291 р.

Після вигнання хрестоносців з Палестини Орден отримав осідок у Франції, де продовжив госпітальну діяльність. І «лазарити» повністю припинили військову діяльність.
- У 1517 р. частина цього Ордену об'єдналася з Орденом святого Маврикія в Орден Святих Маврикія та Лазаря, однак сам орден Святого Лазаря продовжив власне існування.

Сучасний Орден Святого Лазаря має відділення у 24 країнах у всьому світі й продовжує благодійну діяльність.
1668 року перетворений на Орден Кармельської Діви і Святого Лазаря.

## Галерея

Хрест ордену святого Лазаря
Прапор ордену святого Лазаря
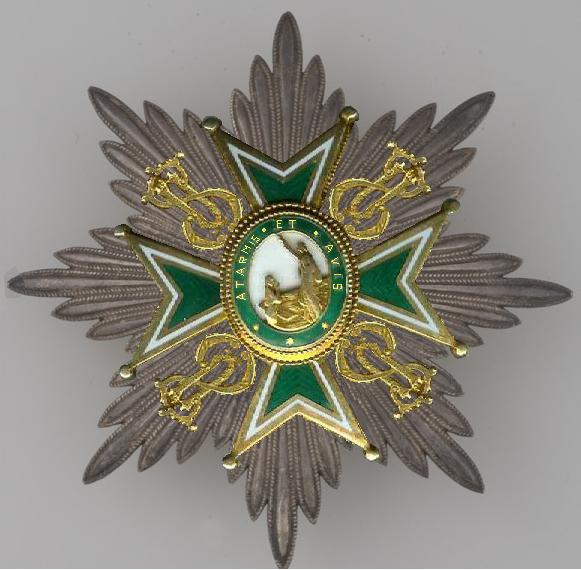
Лазарська зірка
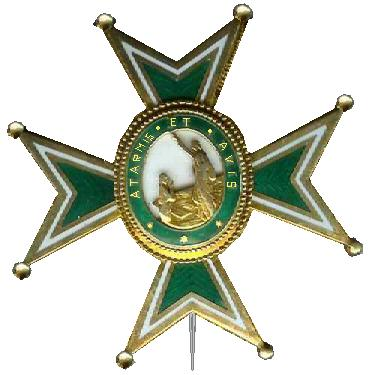
Лазарський хрест